# Pothoidium lobbianum
Pothoidium lobbianum är en kallaväxtart som beskrevs av Heinrich Wilhelm Schott. Pothoidium lobbianum ingår i släktet Pothoidium och familjen kallaväxter. Inga underarter finns listade.